# Солт Лејк Сити
Солт Лејк Сити (енгл. Salt Lake City) главни и највећи је град америчке савезне државе Јуте.
Према подацима из пописа становништва 2010. године у њему живи 186.440 становника. Представља и седиште округа Солт Лејк, ком припада долина Солт Лејк, и заједно са 15 других општина има 1.124.197 становника.
Град је окружен планинама, а од Великог сланог језера, по ком је добио име, одвојен је мочварама.
Основали су га 1847. године мормонски досељеници на челу са Бригамом Јангом. Од тада па до данашњих дана представља средиште те верске заједнице. Касније се нагло развио као рударско средиште и железнички чвор. Временом су у град почели пристизати досељеници из разних делова света као и других америчких држава, тако да је град постепено почео губити свој мормонски карактер. Данас због тога представља либералну и демократску оазу у претежно конзервативној и републикански настројеној Јути.
Солт Лејк Сити је познат и као домаћин Зимске олимпијаде 2002. године, једног од ретких догађаја тог типа који је организаторима донео профит. То се догодило упркос скандалима везаних за лобирање Међународног олимпијског комитета.

## Географија
Солт Лејк Сити се налази на надморској висини од 1.288 m. 

### Клима
| Клима (Солт Лејк Сити)     | Клима (Солт Лејк Сити) | Клима (Солт Лејк Сити) | Клима (Солт Лејк Сити) | Клима (Солт Лејк Сити) | Клима (Солт Лејк Сити) | Клима (Солт Лејк Сити) | Клима (Солт Лејк Сити) | Клима (Солт Лејк Сити) | Клима (Солт Лејк Сити) | Клима (Солт Лејк Сити) | Клима (Солт Лејк Сити) | Клима (Солт Лејк Сити) | Клима (Солт Лејк Сити) |
| Показатељ \ Месец          | .Јан.                  | .Феб.                  | .Мар.                  | .Апр.                  | .Мај.                  | .Јун.                  | .Јул.                  | .Авг.                  | .Сеп.                  | .Окт.                  | .Нов.                  | .Дец.                  | .Год.                  |
| -------------------------- | ---------------------- | ---------------------- | ---------------------- | ---------------------- | ---------------------- | ---------------------- | ---------------------- | ---------------------- | ---------------------- | ---------------------- | ---------------------- | ---------------------- | ---------------------- |
| Средњи максимум, °C (°F)   | 2,4 (36,3)             | 6,4 (43,5)             | 11,2 (52,2)            | 16,3 (61,3)            | 22,2 (72)              | 28,2 (82,8)            | 33,4 (92,1)            | 31,9 (89,4)            | 26,2 (79,2)            | 18,9 (66)              | 10,4 (50,7)            | 3,2 (37,8)             | 17,5 (63,5)            |
| Просек, °C (°F)            | −2,3 (27,9)            | 1,2 (34,2)             | 5,4 (41,7)             | 9,8 (49,6)             | 14,9 (58,8)            | 20,6 (69,1)            | 25,5 (77,9)            | 24,2 (75,6)            | 18,4 (65,1)            | 11,8 (53,2)            | 4,9 (40,8)             | −1,3 (29,7)            | 11,0 (51,8)            |
| Средњи минимум, °C (°F)    | −7,1 (19,2)            | −4,1 (24,6)            | −0,3 (31,5)            | 3,3 (37,9)             | 7,6 (45,7)             | 13,0 (55,4)            | 17,6 (63,7)            | 16,6 (61,9)            | 10,6 (51,1)            | 4,6 (40,3)             | −0,6 (30,9)            | −5,8 (21,6)            | 4,6 (40,3)             |
| Количина падавина, mm (in) | 28,2 (11,1)            | 31,2 (12,28)           | 48,5 (19,09)           | 53,8 (21,18)           | 45,7 (17,99)           | 23,6 (9,29)            | 20,6 (8,11)            | 21,8 (8,58)            | 32,5 (12,8)            | 36,6 (14,41)           | 32,8 (12,91)           | 35,6 (14,02)           | 410,9 (161,77)         |
| [ тражи се извор ]         |                        |                        |                        |                        |                        |                        |                        |                        |                        |                        |                        |                        |                        |

## Демографија
По попису из 2010. године број становника је 186.440, што је 4.697 (2,6%) становника више него 2000. године.
|                   | 2010.            | 2000.            |
| Укупно            | 186 440 (100,0%) | 181 743 (100,0%) |
| Белци             | 122 325 (65,61%) | 128 377 (70,64%) |
| Хиспаноамериканци | 41 637 (22,33%)  | 34 254 (18,85%)  |
| Остали            | 9 143 (4,904%)   | 9 100 (5,007%)   |
| Азијати           | 8 247 (4,423%)   | 6 579 (3,620%)   |
| Афроамериканци    | 5 088 (2,729%)   | 3 433 (1,889%)   |

## Партнерски градови
- Ижевск
- Keelung
- Торино
- Манаус